# Quechualia fulta
Quechualia fulta là một loài thực vật có hoa trong họ Cúc. Loài này được (Griseb.) H.Rob. miêu tả khoa học đầu tiên năm 1993.